# Jussara (Bahia)
Jussara ist eine brasilianische Gemeinde im Bundesstaat Bahia.